# Itanhém
Itanhém is een gemeente in de Braziliaanse deelstaat Bahia. De gemeente telt 21.154 inwoners (schatting 2009).

## Aangrenzende gemeenten
De gemeente grenst aan Medeiros Neto, Vereda, Bertópolis (MG) en Palmópolis (MG).